# 윌리엄 지오크
윌리엄 프랜시스 지오크(영어: William Francis Giauque, 1895년 5월 12일 ~ 1982년 3월 28일)는 캐나다 태생의 미국 물리화학자이다. 양자통계역학과 열역학 제3법칙의 실험적 기초를 확립하여 1926년 절대온도 1K 이하의 온도를 얻기 위한 '단열자기소거법'을 고안하였다. 이 업적으로 1949년 노벨화학상을 수상하였다.

## 참고 자료
윌리엄 지오크 - 두산세계대백과사전